# Lista de compositores do Classicismo
- Andrea Luchesi
- Anton Reicha
- António Leal Moreira
- Antonio Salieri
- Antonio Soler
- Armand-Louis Couperin
- Baldassare Galuppi
- Carl Ditters von Dittersdorf
- Carl Friedrich Abel
- Carl Philipp Emanuel Bach
- Carl Stamitz
- Christian Gottlob Neefe
- Christoph Willibald Gluck
- Domenico Cimarosa
- Eduard Strauss
- Étienne Méhul
- Ferdinand Ries
- Ferdinando Carulli
- Fernando Sor
- François-André Danican Philidor
- Franz Schubert
- Giovanni Battista Pergolesi
- Giovanni Battista Sammartini
- Ignaz Pleyel
- Ignaz von Seyfried
- João de Sousa Carvalho
- João Domingos Bomtempo
- Johann Christian Bach
- Johann Christoph Friedrich Bach
- Johann Georg Albrechtsberger
- Johann Ludwig Krebs
- Johann Nepomuk Hummel
- Johann Stamitz
- Johann Strauss I
- John Field
- Joseph Haydn
- Józef Elsner
- Karl Ditters von Dittersdorf
- Karl Friedrich Abel
- Leopold Mozart
- Ludwig van Beethoven
- Luigi Boccherini
- Luigi Cherubini
- Marcos Portugal
- Michael Haydn
- Muzio Clementi
- Nicolas Dalayrac
- Nicolas Isouard
- Wilhelm Friedemann Bach
- William Herschel
- Wolfgang Amadeus Mozart

## N/Wiki
- Adalbert Gyrowetz
- Adolphe Benoît Blaise
- Ahmed Achour
- Alessandro Rolla
- Alexey Nikolayevich Titov
- André Grétry
- André I Danican Philidor
- Andreas Lidel
- Andreas Romberg
- André-Joseph Exaudet
- Anne Danican Philidor
- Antoine Dauvergne
- Antoine de Bertrand
- Antoine Lhoyer
- Antoine Mahaut
- Antoine Reicha
- Antoine-Frédéric Gresnick
- Anton Eberl
- Anton Fils
- Anton Schweitzer
- Anton Stamitz
- Antonin Kammel
- Antonín Kraft
- Antonio Brioschi
- Antonio Casimir Cartellieri
- Antonio Neumane
- Antonio Rosetti
- Antonio Sacchini
- Benoît Pollet
- Bernard de Bury
- Bernhard Flies
- Bernhard Klein
- Capel Bond
- Carl Friedrich Christian Fasch
- Carl Friedrich Zelter
- Carl Heinrich Graun
- Carles Baguer
- Carlo Cecere
- Carlo d'Ordonez
- Charles Avison
- Charles Borremans
- Charles Broche
- Chevalier de Saint-George
- Christian Cannabich
- Christian Ernst Graf
- Christian Heinrich Rinck
- Christian Kalkbrenner
- Christophe Moyreau
- Claude Balbastre
- Daniel Steibelt
- Dmitry Bortniansky
- Domenico Alberti
- Domenico Fischietti
- Domenico Gallo
- Duquesnoy
- Egidio Romualdo Duni
- Elisabetta de Gambarini
- Erik Tulindberg
- Ernst Eichner
- Ernst Ludwig Gerber
- Ernst Wilhelm Wolf
- Étienne Nicolas Méhul
- Etienne Ozi
- Felice Alessandri
- Ferdinando Bertoni
- Florian Leopold Gassmann
- Francesca Lebrun
- Francesco Molino
- François Adrien Boieldieu
- François Devienne
- François Joseph Gossec
- François Rebel
- François-Joseph de Trazegnies
- François-Joseph Gossec
- François-Louis Perne
- François-Xavier Richter
- František Brixi
- Frantisek Kotzwara
- Franz Anton Hoffmeister
- Franz Anton Schubert
- Franz Danzi
- Franz Ignaz Beck
- Franz Ignaz von Beecke
- Franz Krommer
- Franz Paul Rigler
- Franz Xaver Süssmayr
- Frederic Ernest Fesca
- Friedrich Kuhlau
- Friedrich Rust
- Friedrich Wilhelm Marpurg
- Gaetano Brunetti
- Gaetano Pugnani
- Garret Wesley
- Gaspare Spontini
- Geneviève Ravissa
- Georg Christoph Wagenseil
- Georg Druschetzky
- Georg Matthias Monn
- Giacomo Rust
- Gioacchino Cocchi
- Giovanni Battista Martini
- Giovanni Battista Viotti
- Giovanni Marco Rutini
- Giovanni Paisiello
- Giovanni Punto
- Giovanni Ricordi
- Giovanni Valentini
- Girolamo Abos
- Giuseppe Sarti
- Giuseppe Scarlatti
- Heinrich Backofen
- Heinrich Nikolaus Gerber
- Hélène de Montgeroult
- Henri-Joseph Rigel
- Hermann Raupach
- Hermann Zilcher
- Hippolyte André Jean Baptiste Chélard
- Hyacinthe Jadin
- Ignace Joseph Pleyel
- Ignaz Fränzl
- Ignaz Holzbauer
- Ignaz Vitzthumb
- Jacques Danican Philidor
- Jacques Duphly
- Jakub Jan Ryba
- James Nares
- Jan Křtitel Kuchař
- Jan Ladislav Dussek
- János Fusz
- Jan-Pieter Suremont
- Jean Danican Philidor
- Jean Paul Egide Martini
- Jean Schneitzhoeffer
- Jean-Baptiste Barrière
- Jean-Baptiste Moyne
- Jean-Baptiste Vanhal
- Jean-Claude Trial
- Jean-François Lesueur
- Jean-François Tapray
- Jean-Frédéric Edelmann
- Jean-Henri Simon
- Jean-Marie Leclair the younger
- Jean-Noël Hamal
- Jean-Xavier Lefèvre
- Jérôme-Joseph de Momigny
- Jiří Antonín Benda
- Joachim Nicolas Eggert
- Joan Baptista Pla
- Johann Abraham Peter Schulz
- Johann Adolph Hasse
- Johann André
- Johann Antonin Kozeluch
- Johann Baptist Georg Neruda
- Johann Baptist Schenk
- Johann Baptist Vanhal
- Johann Christian Heinrich Rinck
- Johann Christian Kittel
- Johann Christoph Kellner
- Johann Christoph Vogel
- Johann Ernst Eberlin
- Johann Friedrich Fasch
- Johann Gottfried Müthel
- Johann Gottlieb Graun
- Johann Kirnberger

- Johann Melchior Molter
- Johann Peter Kellner
- Johann Peter Salomon
- Johann Philipp Kirnberger
- Johann Schobert
- Johann Wilhelm Wilms
- John Foster
- John Garth
- John Stafford Smith
- John Stanley
- José Eulalio Samayoa
- Josef Mysliveček
- Josef Reicha
- Joseph Bologne de Saint-George
- Joseph Borremans
- Joseph Candeille
- Joseph Leopold Eybler
- Joseph Martin Kraus
- Joseph Schubert
- Joseph Schuster
- Joseph Woelfl
- Josse Boutmy
- Josse-François-Joseph Benaut
- Justin Heinrich Knecht
- Karl Kohaut
- Leopold Anton Kozeluch
- Leopold Hofmann
- Leopold Kozeluch
- Lodovico Giustini
- Louis-Emmanuel Jadin
- Louis-Luc Loiseau de Persuis
- Ludwig August Lebrun
- Luigi Gatti
- Luka Sorkočević
- Maddalena Laura Sirmen
- Maksym Berezovsky
- Manuel Blasco de Nebra
- Marco Portugal
- Maria Hester Park
- Maria Teresa Agnesi Pinottini
- Marianne von Martinez
- Mateo Albéniz
- Mathias van den Gheyn
- Matthew Dubourg
- Mattia Vento
- Michael Arne
- Michael Kelly
- Michel Corrette
- Michel I Danican Philidor
- Michel II Danican Philidor
- Michel III Danican Philidor
- Michele Carafa
- Mikhail Sokolovsky
- Niccolò Jommelli
- Niccolò Piccinni
- Niccolò Vito Piccinni
- Niccolò Zingarelli
- Nicolas Séjan
- Nicolas-Joseph Hüllmandel
- Pasquale Anfossi
- Paul Wranitzky
- Peter Ludwig Hertel
- Petronio Franceschini
- Philibert de Lavigne
- Pierre Gaviniès
- Pierre Vachon
- Pierre Van Maldere
- Pierre Zimmermann
- Pieter Vanderghinste
- Pieter Verheyen
- Pietro Nardini
- Rafael Antonio Castellanos
- Sigismond von Neukomm
- Simon Mayr
- Simon Sechter
- Simon Simon
- Stefano Pavesi
- Theodor von Schacht
- Thomas Arne
- Thomas Attwood
- Thomas Augustine Arne
- Tjako van Schie
- Tommaso Marchesi
- Tommaso Traetta
- Václav Pichl
- Vasily Pashkevich
- Vicente Martín y Soler
- Victor Dourlen
- Wenzel Pichl
- Wenzel Raimund Birck
- Wenzel Thomas Matiegka
- William Boyce
- William Crotch
- William Flackton

- Xian Xinghai
- Yevstigney Fomin